# شهرستان الحوطه
ناحیهٔ الحوطة (به عربی: مدیریة الحوطة) یک ناحیه در یمن است که در استان لحج واقع شده‌است.

## خصوصیات
ناحیهٔ الحوطة ۲۵٬۸۸۱ نفر جمعیت دارد.